# Nieves Hernández
Nieves Hernández (* 30. Oktober 1901; † 11. Oktober 1986), auch bekannt unter dem Spitznamen Patarato (span. in etwa für Scherzbold), war ein mexikanischer Fußballspieler auf der Position des rechten Außenstürmers.

## Leben
„Patarato“ Hernández spielte in den 1920er Jahren beim Club América, mit dem er möglicherweise zwischen 1925 und 1928 vier Meistertitel in Folge gewann, wenngleich sein Name in der Stammformation der Meistermannschaften des Club América nur in den Spielzeiten 1924/25 und 1925/26 erscheint.
Jedoch wird seine Vereinszugehörigkeit zu den Americanistas noch am 30. Mai 1928 angegeben, als er im Rahmen des olympischen Fußballturniers 1928 sein einziges Länderspiel für die mexikanische Nationalmannschaft bestritt, das gegen Spanien 1:7 verloren wurde.
Unmittelbar nach den Olympischen Spielen wechselte Nieves Hernández zum CD Marte, mit dem er in der Saison 1928/29 einen weiteren Meistertitel gewann. Sollte er bei allen vier Meistertiteln des Club América beteiligt gewesen sein, wäre er fünfmal in Folge mexikanischer Meister gewesen.
Anfang der 1930er Jahre absolvierte er noch ein Gastspiel beim Club Leonés, der nur zwei Jahre (1931–1933) in der Hauptstadtliga vertreten war.

## Erfolge
- Mexikanischer Meister: 1924/25, 1925/26 und 1928/29 sowie wahrscheinlich auch 1926/27 und 1927/28